# Phyllomydas phyllocerus
Phyllomydas phyllocerus är en tvåvingeart som beskrevs av Jacques-Marie-Frangile Bigot 1880. Phyllomydas phyllocerus ingår i släktet Phyllomydas och familjen Mydidae. Inga underarter finns listade i Catalogue of Life.